# 앨리슨 해니건
앨리슨 리 해니건(Alyson Lee Hannigan, 1974년 3월 24일 ~ )은 미국의 배우이다. 텔레비전에서는 《버피와 뱀파이어》의 윌로우 로젠버그, 시트콤 《How I Met Your Mother》의 릴리 알드린 역 등을 맡았으며, 영화에서는 《아메리칸 파이》의 미첼 플래허티, 《데이트 무비》의 줄리아 존스 역 등을 맡았다.

## 일대기

### 어릴 적
앨리슨 해니건은 워싱턴 D.C.에서 아일랜드계 미국인 트럭 운전사 알버트 해니건, 유대계 미국인 에밀리 포즈너 사이에서 태어났다. 태어난 지 약 1년 후 부모가 이혼하였고, 해니건은 애틀랜타에서 어머니와 함께 살았다. 독립 영화 《Active Parenting》에 아기로 출연하였고, 1978년 쿠키 믹스 광고에도 출연하였지만, 정식적으로 연기자 생활을 시작한 것은 1985년 로스앤젤레스로 이사를 가면서부터이다.

### 사생활

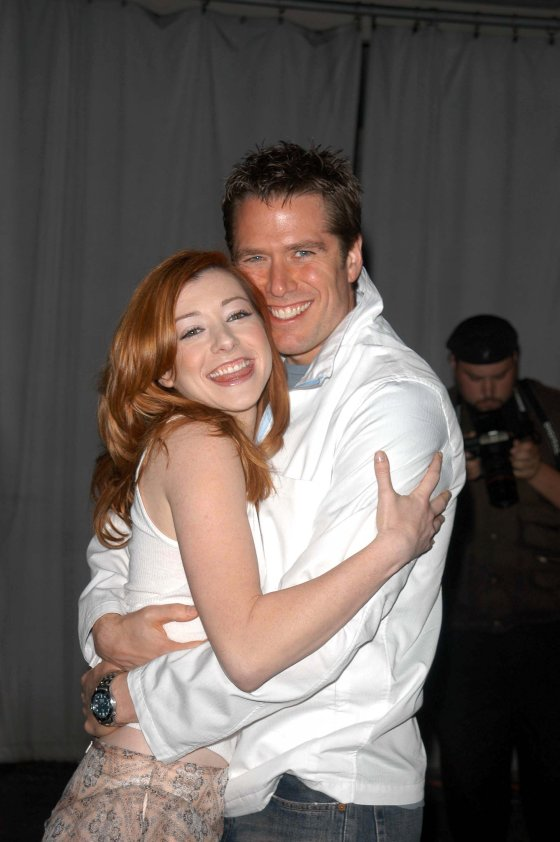
앨리슨 해니건과 알렉시스 데니소프

해니건은 2003년 10월 11일 배우 알렉시스 데니소프와 결혼하였다. 이전에는 배우 Steven Sutphen, 밴드 매릴린 맨슨의 드러머 진저 피시와 교제하기도 하였다.

## 출연 작품

### 영화
- 《아메리칸 파이》(1999년)
- 《아메리칸 파이 2》(2001년)
- 《아메리칸 웨딩》(2003년)
- 《데이트 무비》(2006년)

### 텔레비전
- 《버피와 뱀파이어》(1997년 ~ 2003년)
- 《아이 러브 프렌즈》(2005년 ~ 2013년)